# ألكميني
ألكميني أو ألكمينَ (بالإنجليزية: Alcmene or Alcmena)، واسمها يعني "رابطة الجأش"؛ كانت زوجة أمفيترون في الأساطير اليونانية، حيث أنجبت منه طفلين، إيفيكليس ولاونوم. اشتهرت بأنَّها والدة هرقل، الذي كان والده الإله زيوس. يُذكر بأنها تحولت إلى حجرٍ بعد موتها.